# Barruelo del Valle
Barruelo del Valle (appelée Barruelo jusqu'en 1991) est une commune de la province de Valladolid dans la communauté autonome de Castille-et-León en Espagne.

## Sites et patrimoine
- Église San Pelayo
- Chapelle de la Virgen de Villaudar